# Trout Valley
Trout Valley és una vila dels Estats Units a l'estat d'Illinois. Segons el cens del 2000 tenia 599 habitants.

## Demografia
Segons el cens del 2000, Trout Valley tenia 599 habitants, 197 habitatges, i 176 famílies. La densitat de població era de 537,8 habitants/km².
Dels 197 habitatges en un 40,1% hi vivien nens de menys de 18 anys, en un 85,3% hi vivien parelles casades, en un 3,6% dones solteres, i en un 10,2% no eren unitats familiars. En el 6,1% dels habitatges hi vivien persones soles el 3,6% de les quals corresponia a persones de 65 anys o més que vivien soles. El nombre mitjà de persones vivint en cada habitatge era de 3,04 i el nombre mitjà de persones que vivien en cada família era de 3,18.
Per edats la població es repartia de la següent manera: un 30,9% tenia menys de 18 anys, un 4% entre 18 i 24, un 23,9% entre 25 i 44, un 30,7% de 45 a 60 i un 10,5% 65 anys o més.
L'edat mediana era de 40 anys. Per cada 100 dones de 18 o més anys hi havia 97,1 homes.
La renda mediana per habitatge era de 99.297 $ i la renda mediana per família de 102.603 $. Els homes tenien una renda mediana de 91.504 $ mentre que les dones 37.344 $. La renda per capita de la població era de 58.013 $. Aproximadament el 3,3% de les famílies i el 3,4% de la població estaven per davall del llindar de pobresa.

## Poblacions properes
El següent diagrama mostra les poblacions més properes.